# Gêmeo do mal
Um irmão gêmeo do mal é um personagem modelo na ficção (em especial, em novelas, ficção científica e fantasia) sobre alguém igual a um personagem em todos os aspectos, com exceção de um senso de moral radicalmente invertido (e algumas vezes com algumas mudanças na aparência, estereotipicamente um cavanhaque em homens e cor de cabelo diferente para mulheres, para que a audiência possa distingui-los).
Isto pode ser sofisticado ou simples. Geralmente, é simples, com o irmão gêmeo maligno sendo um vilão estereotipado. Um conceito relacionado a isso é o de um universo espelhado, uma versão inversa da realidade, aonde todos os moradores são irmãos gêmeos malignos dos personagens do universo convencional (e "irmãos gêmeos bonzinhos" de personagens malignos).
As mecânicas exóticas de roteiro da ficção científica e da fantasia facilita a introdução de irmãos gêmeos malignos. Ideias como clonagem, universos paralelos e viagem no tempo oferecem mais oportunidades para a chegada irmãos gêmeos malignos, e tornam suas tendências de serem o extremo oposto de suas contrapartes mais complexas e amplas, ao invés de serem apenas versões diferentes dos mesmos personagens.
Irmãos gêmeos malignos permitem aos escritores compararem crenças e opiniões sobre seus personagens não apenas com os personagens com quem ele interage, mas também com o próprio personagem. A base das crenças e senso de moral de um personagem pode ser explorada através do reflexo distorcido que é o seu gêmeo. No cinema e na televisão, o gêmeo geralmente permite o ator à reinterpretar a mesma coisa, mas de uma forma totalmente diferente.
Um conceito similar (originado dos quadrinhos de Superman) é o do Bizarro, uma cópia imperfeita ou defeituosa (ao invés de simplesmente maligno) do personagem. O termo "Bizarro" também é comumente usado para se referir aos irmãos gêmeos malignos.

## Origens
As similaridades e diferenças entre gêmeos há tempos fascinam escritores. Talvez a descrição mais antiga da ideia é a história bíblica de Cain e Abel, aonde um irmão é a contraparte invejosa do outro. Dualidade e o conflito entre bem e mal é um elemento importante na religião e na mitologia.
O conceito também tem raízes na noção de um doppelgänger, uma cópia fantasmagórica. O irmão gêmeo maligno expande o conceito do doppelgänger por ser concreto e interagir fisicamente com o mundo.

## Exemplos de irmãos gêmeos malignos na ficção
Irmãos gêmeos malignos têm seu nicho em um grande número de quadrinhos e séries de televisão.

### Literatura
Na literatura, o poema épico Beowulf tem sido citado como um dos exemplos mais antigos de histórias com irmão gêmeo maligno. Apesar de não apresentar gêmeos biológicos ou mesmo personagens que pareçam ter aparências similares, a linguagem paralela precisa sugere que os monstros são reflexos antagônicos do herói. Outros exemplos que abordam o tema:
- The Dark Half de Stephen King.
- Wolf's Bane, nono livro da série Lone Wolf, coloca o herói Lone Wolf contra um ser demoníaco feito a sua semelhança, Wolf's Bane.
- Em Mr. Murder, de Dean Koontz, um homem é perseguido pelo seu clone, que é um assassino treinado.
- O conto Shatterday de Harlan Ellison é uma história sobre doppelgängers.
- Suspense and Sesibillity, de Carrie Bebris, pode ser considerada uma história sobre irmãos gêmeos malignos.
- O conto William Wilson, de Edgar Allan Poe, é uma história sobre doppelgängers.
- Esaú e Jacó (Machado de Assis), conta a história de Pedro e Paulo, gêmeos que rivalizam no amor e na política.
- As Gêmeas (Nélson Rodrigues), conto sobre Marilena e Iara, gêmeas que se apaixonam pelo mesmo homem, Osmar. Possui um final surpreendente. Em 2000, virou filme, protagonizado por Fernanda Torres.
- Pretty Little Liars (Sara Shepard), conta a história de uma gêmea que tomou o lugar da outra e usou segredos da irmã para torturar as amigas;

### Quadrinhos e desenhos animados
- Em Capitão Planeta, foram feitas duplicatas malignas dos anéis dos garotos, que invocavam o Capitão Poluição, gêmeo maligno do Capitão Planeta.
- Em Darkwing Duck, o herói tem um gêmo maligno chamado Negaduck que vem de um "universo espelho" aonde os personagens heroicos são maus e os vilões são bons.
- A Liga da Justiça possui uma contraparte, o Sindicato do Crime.
- Em Doonesbury, George W. Bush é descrito como tendo um gêmeo do mal, Skippy.
- Em Drawn Together, Captain Hero tem uma versão alternativa dele próprio, conhecido como Bizarro Captain Hero.
- Em um episódio de Family Guy, é revelado que Peter tem um gêmeo do mal robótico.
- Flash tem uma contra parte, o Professor Zoom.
- Em Dragon Ball Super, Goku possui uma contraparte maligna vinda da linha temporal de Mirai Trunks, chamada de Goku Black.
- Bender, de Futurama, tem um gêmeo maligno, Flexo. Mais tarde foi revelado que Bender é o gêmeo maligno dele.
- Judge Dred tem um clone maligno, Rico Dredd.
- Lucky Luke combateu Mad Jim, um cowboy que o imitava.
- Venon e Carnificinia, inimigos do Homem-Aranha, podem ser considerados gêmeos malignos.
- Um episódio de Megas XLR abordou o tema.
- Ricochete, de !Mucha Lucha!, tem um gêmeo no mal que na verdade é duende.
- A webcomic The Order of the Stick traz um gêmeo maligno, Nale, de um dos protagonistas, Elan, o bardo.
- Toda a tripulação do Laboratório Submarino 2021 têm gêmeos malignos, os Bizarros.
- Em um episódio especial de Halloween de Os Simpsons, Bart enfrenta seu gêmeo do mal, Hugo.
- Eric Cartman, de South Park, é o gêmeo maligno de sua duplicata no universo espelho.
- Space Ghost em Space Ghost Coast to Coast tem um gêmeo do mal, Chad Ghostal.
- Alan Moore já abordou o tema em sua HQ Supreme.
- Optimus Prime, de Transformers, tem um gêmeo Decepcticon chamado Scourge.
- Yoh Asakura, de Shaman King, tem um irmão gêmeo chamado Hao Asakura
- Nos quadrinhos da Archie Sonic the Hedgehog, os heróis tem gêmeos malignos (tal como Sonic e seu gêmeo Scourge) do universo de Moebius onde os heróis são maus e os vilões são bons.
- Wario e Waluigi são considerados como gêmeos malignos de Mario e Luigi, nos jogos Mario.
- Em He-Man e os Mestres do Universo, no episódio 111, intitulado 'Double Trouble' (em português, Duplo Problema), Esqueleto utiliza um artefato chamado Espelho de Morivad, e com ele, clona um amigo de He-Man, Kol Darr (que aparece neste único episódio), após capturá-lo e mantê-lo prisioneiro na Montanha da Serpente. O espelho clona qualquer um refletido pelo mesmo, porém, com uma personalidade totalmente ao contrário. Assim Esqueleto utiliza o clone mau de Kol Darr para atacar o Castelo de Grayskull sem levantar suspeitas. Porém, os planos do Esqueleto não dão certo no momento em que o mesmo acaba se tornando vítima do próprio feitiço e tem a si próprio clonado pelo Espelho de Morivad. Seu clone bom acaba indo ao Palácio Real e avisando a todos das intenções do verdadeiro Esqueleto. É uma das poucas oportunidades onde podemos ver He-Man e Esqueleto (mesmo não sendo o original) trabalhando juntos, no desenho animado original, em prol da mesma causa. O mesmo só ocorreria outras duas vezes: Na batalha contra o demônio Shigora e contra Semente do Mal.

### Novelas
- Mulheres de areia, título de 2 telenovelas da, TV Tupi e da TV Globo (1973 e *1993), onde Ruth tem uma irmã má chamada Raquel, interpretadas por Eva Wilma em 1973 e Glória Pires em 1993.
- Paraíso Tropical, Paula tem uma irmã gêmea má chamada Thaís. Interpretadas por Alessandra Negrini. (Globo, 2007)
- Os Mutantes: Caminhos do Coração, Maria tem uma irmã gêmea má chamada Samira. Interpretadas por Bianca Rinaldi. (Record, 2008)
- Chiquititas, título de 2 telenovelas do SBT (1997 e 2013), Ernestina tem uma irmã gêmea má chamada Matilde. Interpretadas por Magali Biff em 1997 e Carla Fioroni em 2013.